# Gramstetterhof

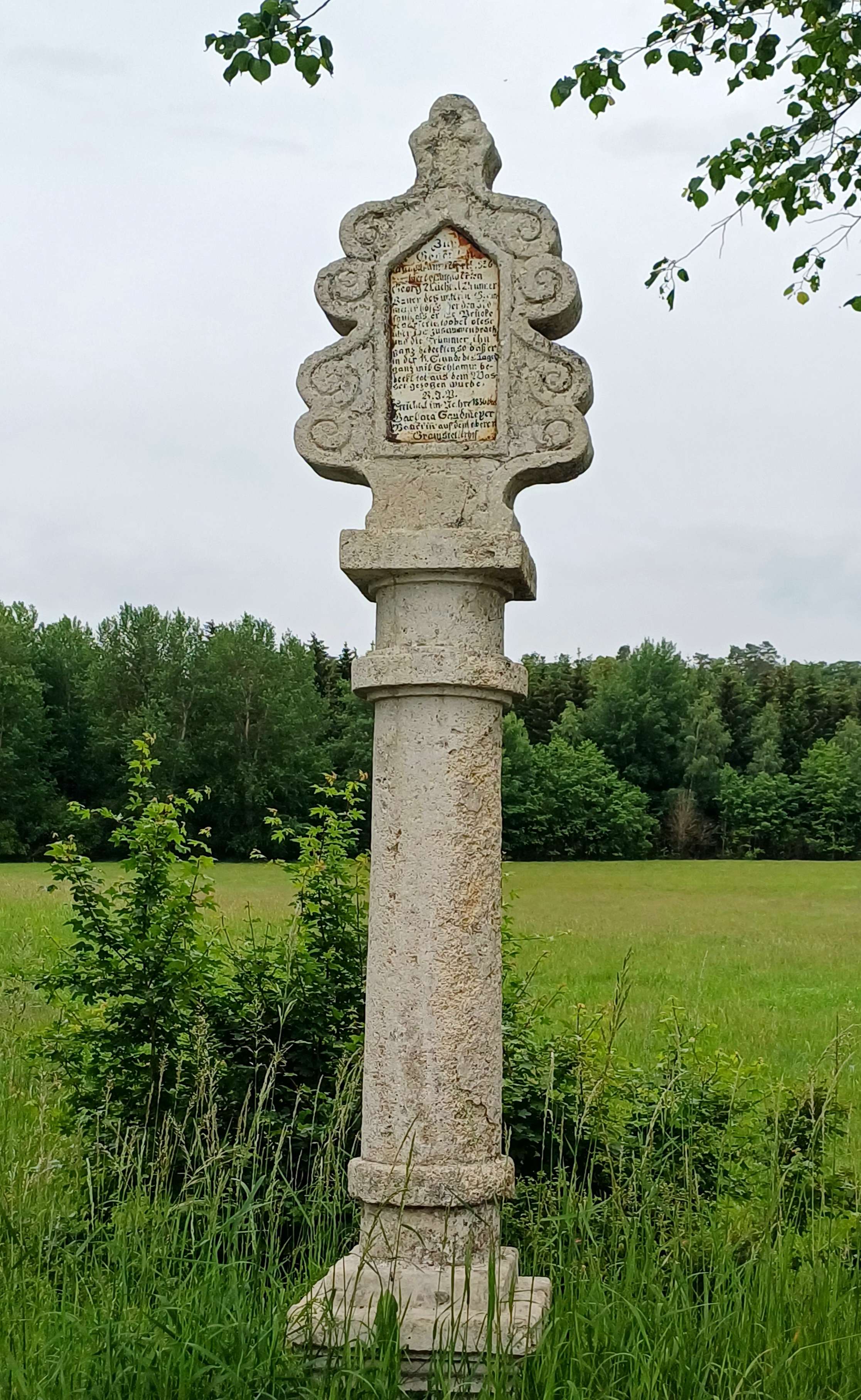
Bildstock vor Gramstetterhof

Gramstetterhof ist ein Gemeindeteil der Gemeinde Wilburgstetten im Landkreis Ansbach (Mittelfranken, Bayern). Gramstetterhof liegt in der Gemarkung Greiselbach.

## Geographie
Der Weiler liegt am Hasselbach, einem rechten Zufluss der Wörnitz. 0,75 km nordwestlich liegt das Waldgebiet Abelensschlag, 0,75 km westlich das Waldgebiet Abschneid, im Süden das Waldgebiet Leitach und im Südosten das Waldgebiet Harttränke. Ein Anliegerweg führt 0,25 km weiter östlich zur Bundesstraße 25 unterhalb von Greiselbach.

## Geschichte
Das Hochgericht übte das oettingen-spielbergische Oberamt Mönchsroth aus. Ende des 18. Jahrhunderts bestand Gramstetterhof aus zwei Anwesen. Das Obervogteiamt Oettingen des Deutschen Ordens war Grundherr der beiden Halbhöfe.
Mit dem Gemeindeedikt wurde Gramstetterhof dem 1809 gebildeten Steuerdistrikt und der im selben Jahr gebildeten Ruralgemeinde Wittenbach zugewiesen. Am 1. Januar 1971 wurde Gramstetterhof im Zuge der Gebietsreform in Bayern nach Wilburgstetten eingegliedert.

### Baudenkmal
- Hasselbach: Bildstock zur Erinnerung an ein überlebtes Unglück, in barocken Formen, bezeichnet „1836“.[8]

### Einwohnerentwicklung
| Jahr      | 001818 | 001861 | 001871 | 001885 | 001900 | 001925 | 001950 | 001961 | 001970 | 001987 | 002013 |
| Einwohner | 15     | 10     | 19     | 16     | 14     | 14     | 19     | 13     | 14     | 8      | 13     |
| Häuser    | 2      |        |        | 2      | 2      | 2      | 2      | 3      |        | 3      |        |
| Quelle    | [ 10 ] | [ 11 ] | [ 12 ] | [ 13 ] | [ 14 ] | [ 15 ] | [ 16 ] | [ 17 ] | [ 18 ] | [ 19 ] |        |

## Religion
Der Ort ist römisch-katholisch geprägt und bis heute nach St. Margareta (Wilburgstetten) gepfarrt. Die Protestanten waren ursprünglich nach St. Oswald und Ägidius (Mönchsroth) gepfarrt, seit Anfang des 20. Jahrhunderts ist die Pfarrei St. Stephan (Greiselbach) zuständig.